# Kujbyšev (Novosibirská oblast)
Kujbyšev (rusky Ку́йбышев) je město v Novosibirské oblasti v Ruské federaci.

## Historie
Kujbyšev byl založen v roce 1722 jako vojenská pevnost v oblasti Kainskij Pas. 30. ledna 1782 získalo sídlo statut města a bylo přejmenováno na Kainsk. V roce 1804 se stalo součástí Tomské gubernie. Od roku 1935 nese město název Kujbyšev, po Valerianu Kujbyševovi, který zde od roku 1907 žil dva roky v exilu.

## Geografie
Městem protéká řeka Om. 315 km na západ leží město Novosibirsk.

## Demografie
Žije zde 48 500 obyvatel (stav 2005, v roce 2002 48 848, v roce 1989 51 171, v roce 1970 40 000).